# 张卫平 (1962年)
张卫平（1962年6月—），澳大利亚籍华人物理学家，华东师范大学终身教授，上海交通大学致远讲席教授。

## 生平
1983年本科毕业于安徽师范大学物理系，1989年于中国科学院上海光学精密机械研究所获博士学位。1989年至1992年，在新西兰奥克兰大学做博士后研究。1992年至2003年，先后于澳大利亚麦考瑞大学和美国亚利桑那大学任教。2003年回国，任清华大学百人计划特聘教授。2004年任华东师范大学终身特聘教授、教育部“长江学者奖励计划”特聘教授。2016年4月，任上海交通大学物理与天文学院致远讲席教授。

## 学术贡献
主要从事量子光学、原子光学研究工作。主持国家杰出青年科学基金、国家重大科学研究计划（973计划）项目、国家自然科学基金重点项目等项目多项，发表学术论文200余篇。

## 社会兼职
国务院学位委员会学科评议组成员，中国物理学会理事、量子光学专业委员会副主任，美国物理学会Physical Review Letters杂志学部副主编。

## 奖项和荣誉
- 2017年，获2016-2017年度中国物理学会饶毓泰物理奖[4]
- 2018年，当选中国光学学会会士（COS Fellow）[5]
- 2019年，当选美国光学学会会士（OSA Fellow）[5]
- 2020年，获上海市自然科学一等奖（第一完成人）[6]
- 2022年，当选美国物理学会会士（APS fellow）[7]
- 2023年，成果入选“2022中国光学十大进展”[8]